# Langre (Ribamontán al Mar)

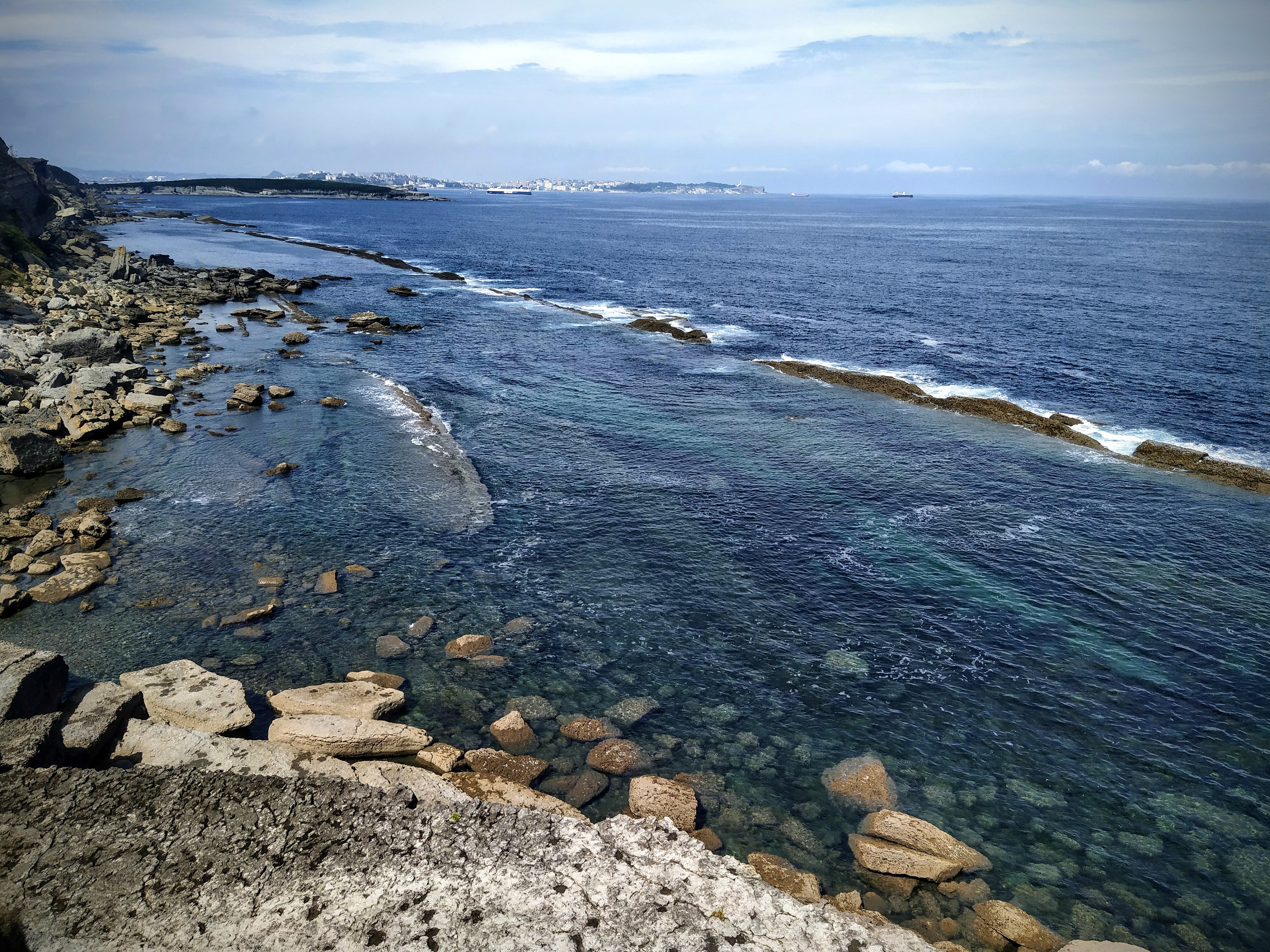
Las pozas de Llaranza, piscinas naturales marinas situadas en los acantilados próximos a la población.

Langre es una localidad del municipio de Ribamontán al Mar (Cantabria, España). En el año 2008 contaba con una población de 129 habitantes (INE). La localidad se encuentra a 45 metros de altitud sobre el nivel del mar, y a 3 kilómetros de la capital municipal, Carriazo.